# SN 1995ah
SN 1995ah – supernowa typu II odkryta 2 lutego 1995 roku w galaktyce A001911+1506. W momencie odkrycia miała maksymalną jasność 17,60m.